# Selektion Oppenheim 4
Die 'Selektion Oppenheim 4' (SO 4) ist eine Hybridrebe, die durch Kreuzung der Euvitis-Art Vitis berlandieri Planchon und Vitis riparia Michaux entstanden ist und als Unterlagsrebe zur biotechnischen Bekämpfung der Wurzelreblaus für reblausanfällige Rebsorten (Vitis vinifera) genutzt wird.

## Herkunft
1912 wurden an der Lehr- und Versuchsanstalt in Oppenheim am Rhein (heute Dienstleistungszentrum Ländlicher Raum) vom damaligen Direktor Heinrich Fuhr (1870–1958) Abkömmlinge von verschiedenen Vitis berlandieri × Vitis riparia Sämlingen von Sigmund Teleki (1854–1910) aus Dvor nach Deutschland eingeführt. Ausgehend von diesem Material wurde beginnend in den 1920er Jahren mit der Selektion reblaustoleranter Unterlagen begonnen. Ein Zuchtstamm fiel durch viele positive Eigenschaften auf. Diese eigene Selektion stammt von der Telekischen Zuchtserie Nummer 4 ab und wurde daraufhin „Selektion Oppenheim 4“ (oder kurz 'SO 4') bezeichnet. 1933 erfolgte die Anerkennung durch den Reichsnährstand mit der Bezeichnung 'Berlandieri × Riparia Teleki 4 Selektion Oppenheim 4' ('SO 4'). 1956 erhielt die Unterlagssorte den Sortenschutz. Mit Ablauf des Sortenschutzes 1982 wurde sie in mehreren in- und ausländischen Instituten weiter züchterisch bearbeitet. Heute gibt es eine Vielzahl von virusgetesteten Klonen. Seit 1986 ist das Institut für Rebenzüchtung und Rebenvermehrung Fachgebiet Rebenzüchtung und Rebenveredlung der Forschungsanstalt Geisenheim der Erhaltungszüchter.

## Abstammung
Vitis berlandieri × Vitis riparia Teleki 4, Selektion Oppenheim 4.

## Ampelografische Merkmale
- Triebspitze: halboffen bis offen, bronziert bis rötlichbraungrün und häufig mit weißlichem Hauch.
- Junges Blatt: Bronziert, seidig glänzend mit rötlichen Blattadern, Blattfläche spinnwebig behaart.
- Ausgewachsenes Blatt: Stielbucht U- bis V-förmig, Blattspreite glänzend mit blasiger Oberseite, Blattunterseite kurzborstig behaart.
- Triebe: Knoten purpurrot, leicht wollig behaart.
- Ranken: sind überwiegend dreiteilig und leicht wollig behaart.
- Blüte: männliche Scheinzwitter.

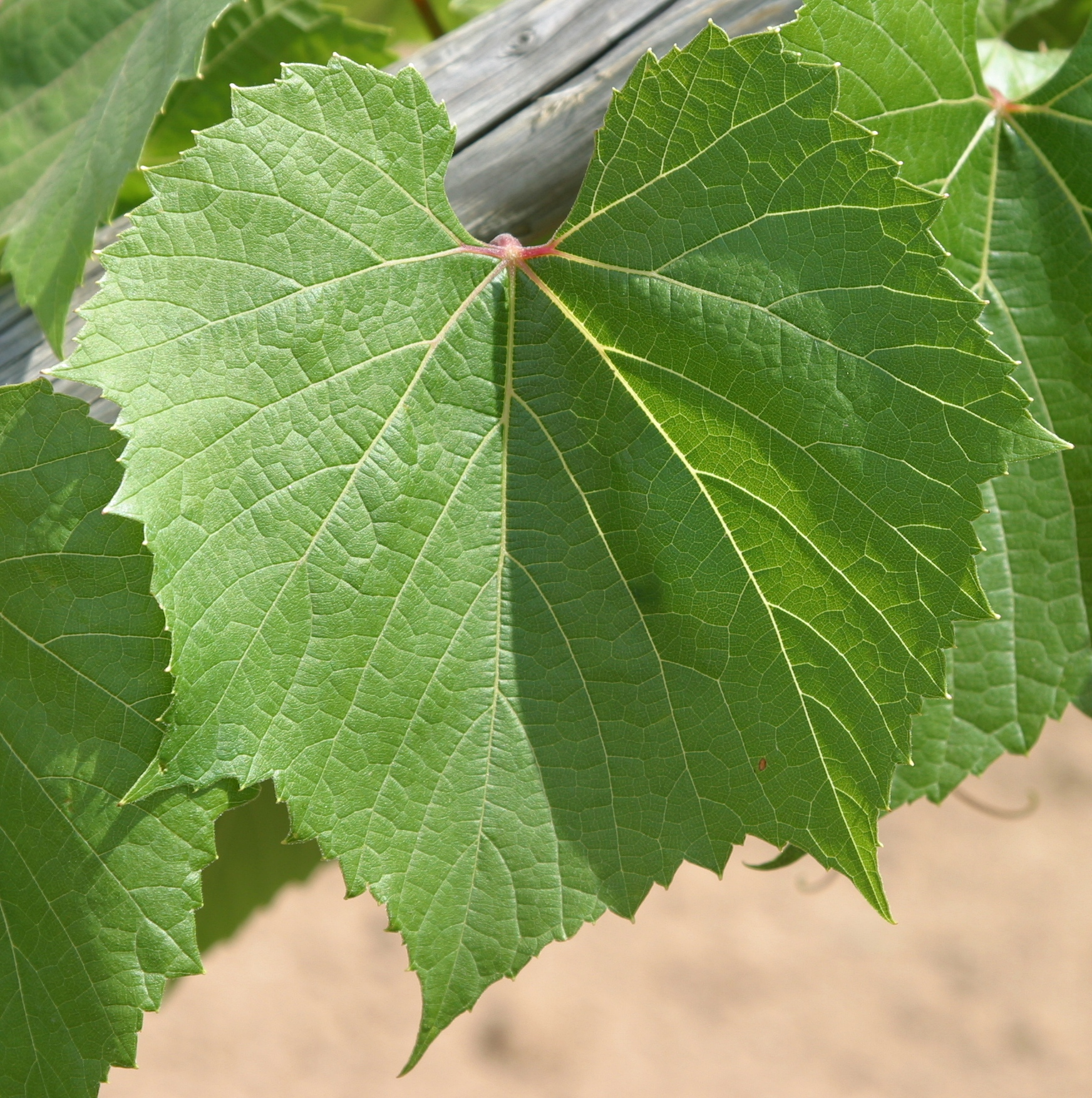
Ausgewachsenes Blatt
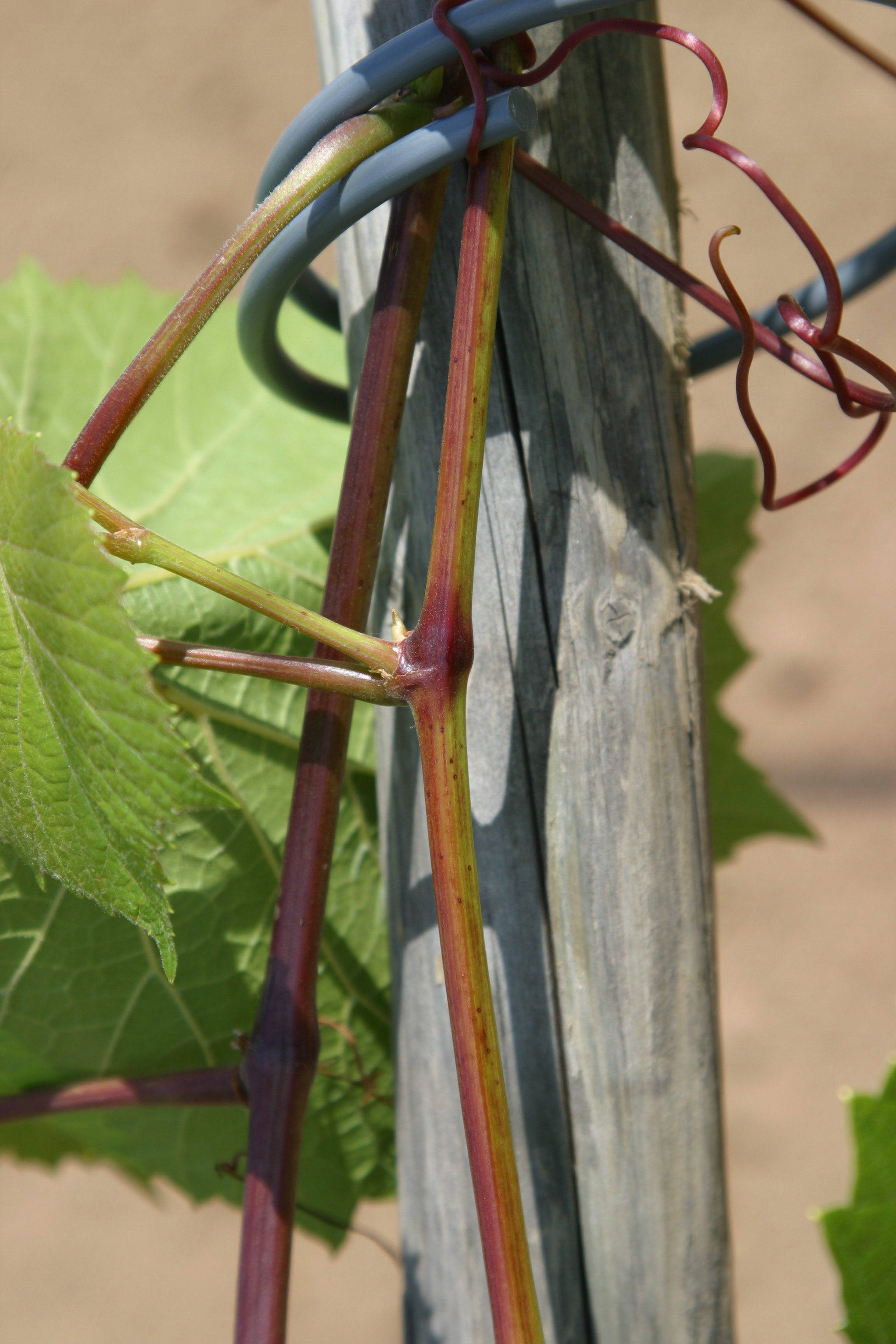
Triebe
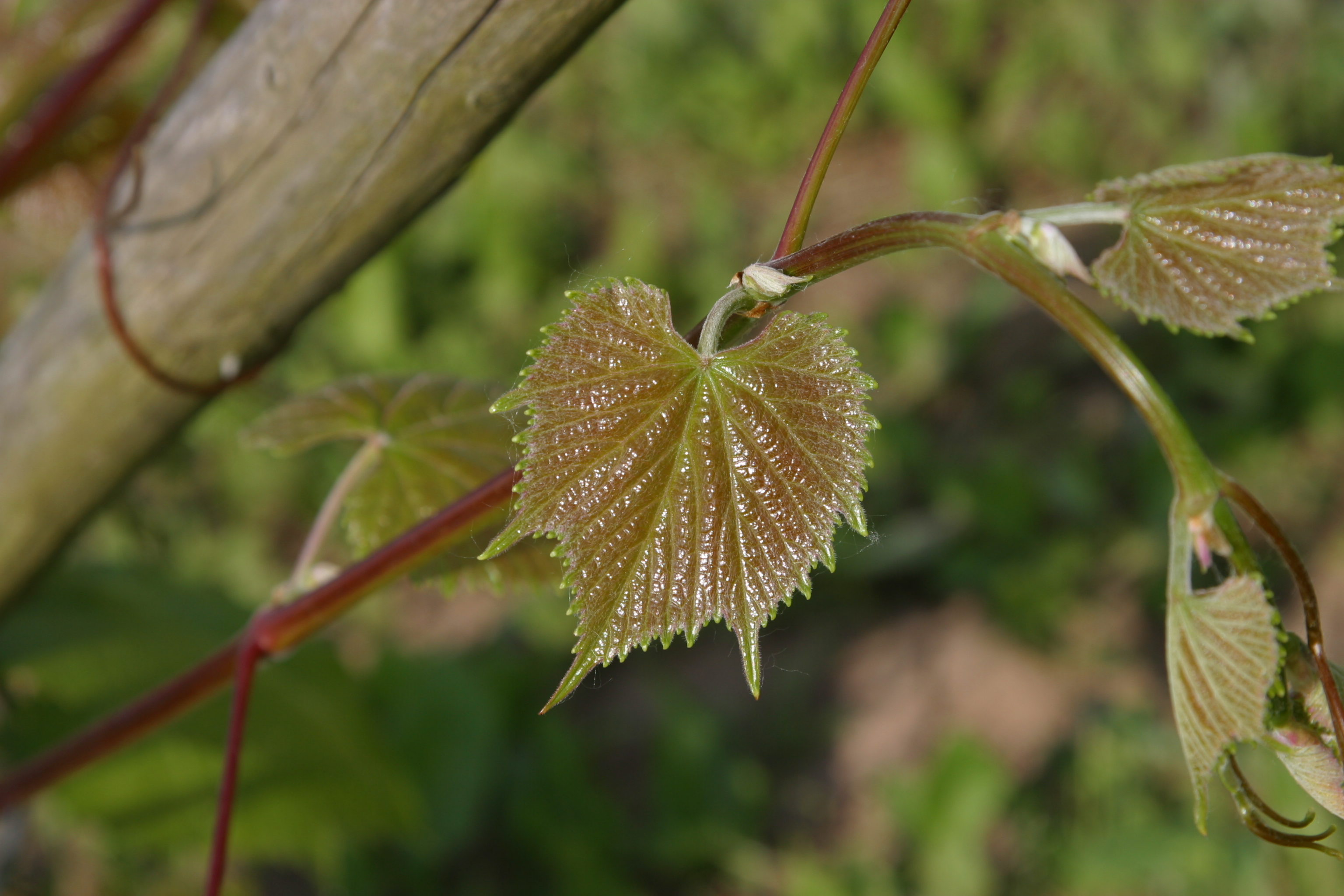
Junges Blatt
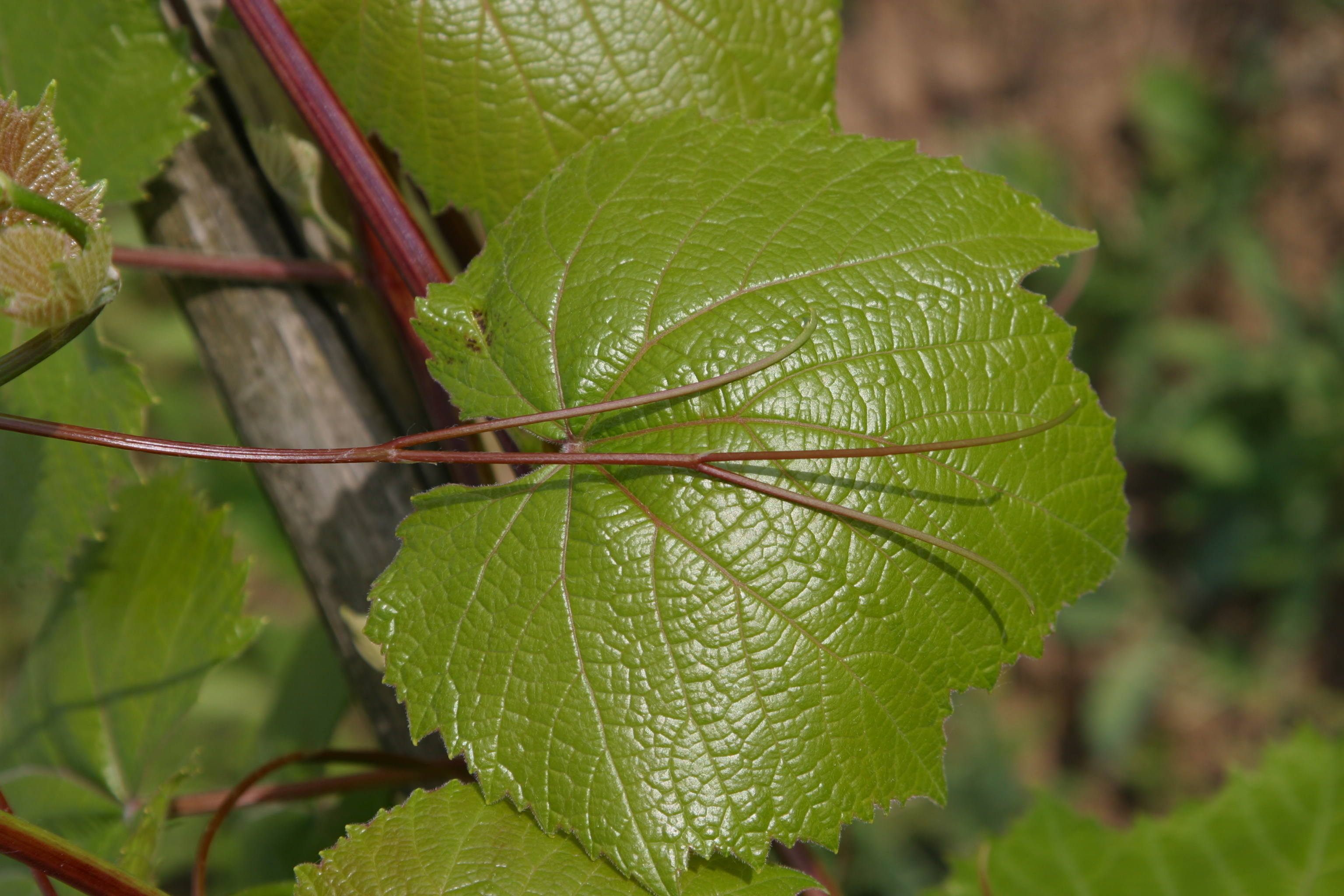
Ranke
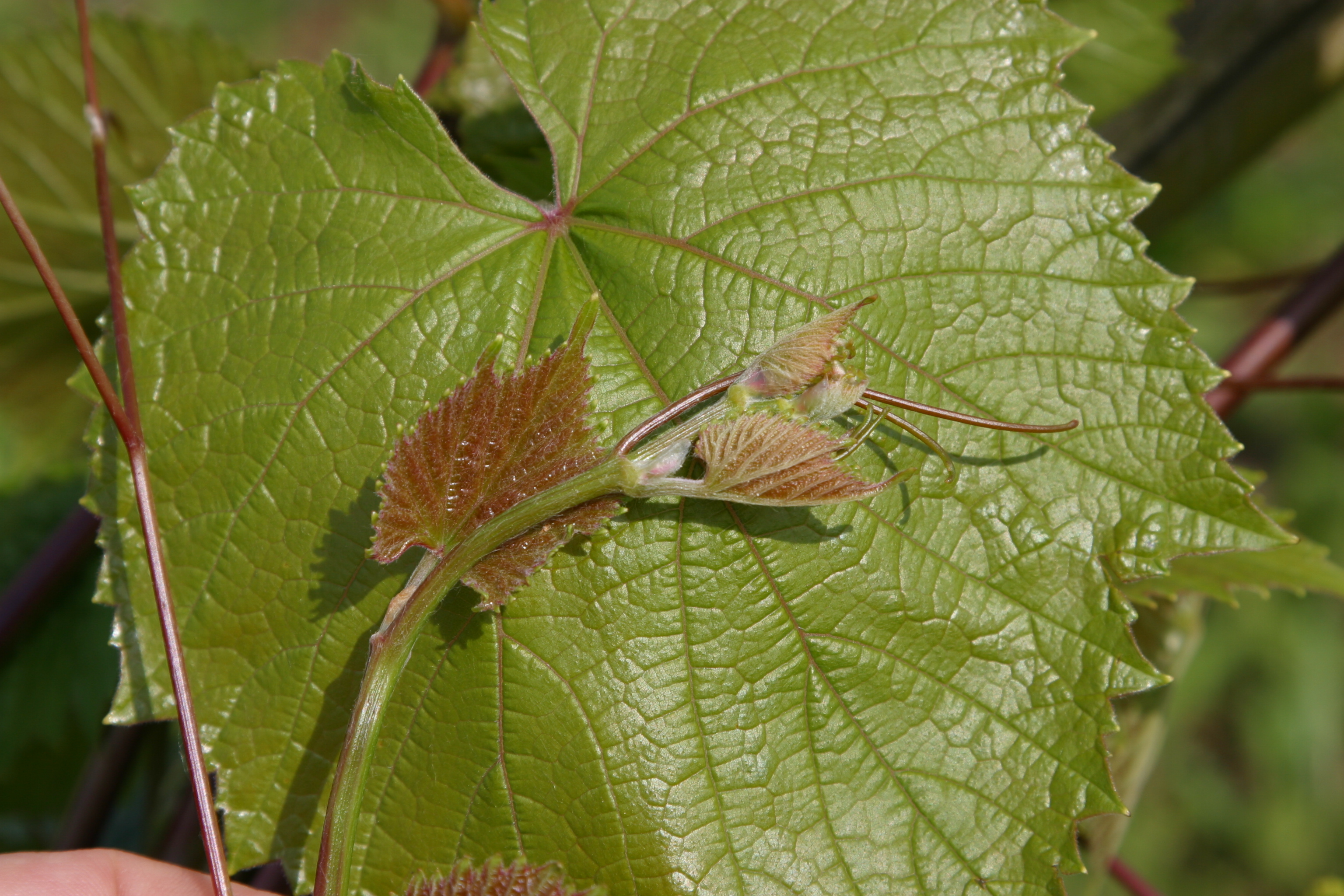
Triebspitze

## Eigenschaften
Die Veredlungsaffinität ist zu allen Edelreissorten gut und auch ihr Wurzelbildungsvermögen ist zufriedenstellend. Eine gute Kallusbildung bei den Veredlungspartnern tritt, im Vergleich zu Kober 5 BB, etwas später ein. Durchschnittlich erreichen Rebschulisten eine etwas geringere Ausbeute in der Rebschule.
SO 4 toleriert bis zu 20 % Aktivkalk im Boden. Bei dieser Eigenschaft ist SO4 bei schwachwüchsigen Edelsorten und engen Standweiten der 5 BB überlegen.
Auf weniger fruchtbaren, besonders trockenen Standorten, ist sie vor allem bei reichtragenden Sorten im vegetativen Wachstum zu schwach. Das gilt auch für Weingärten mit Dauerbegrünung und extensiver Bewirtschaftung. SO 4 ist ungeeignet für zur Trockenheit neigende Standorte. Bei blühempfindlichen Rebsorten verringert sie das Verrieselungsrisiko. Ihr Wachstum ist mittelstark und schließt die Vegetationszeit mittelfrüh. SO 4 fördert beinahe bei allen Rebsorten den Fruchtansatz bei gleichzeitig gezügeltem Wachstum. Eine hohe Stockbelastung und große Standweiten sollen vermieden werden.

## Verwendung
'SO4' ist die mit Abstand wichtigste Unterlagensorte in Deutschland. Eine gewisse Verbreitung hat sie in gemäßigten Klimazonen von Mitteleuropa und auch in den östlichen Staaten bis hin zum Balkan findet sie Verwendung.